# Nucleu celular
În biologia celulară, nucleul (din limba latină nucleus, însemnând miez) este un organit celular înconjurat de o membrană dublă întâlnit la celulele eucariote. El conține cea mai mare parte din materialul genetic, aranjat sub forma mai multor molecule de ADN împreună cu o mare varietate de proteine, precum histonele, care ajută la formarea cromozomilor. Genele din interiorul acestor cromozomi reprezintă genomul nuclear. Funcția nucleului este aceea de a menține integritatea acestor gene și de a controla activitățile celulei prin reglarea exprimării genetice. Așadar, se poate spune că nucleul este cel care controlează celula. Componentele nucleului sunt: învelișul nuclear (anvelopa nucleară) format din două membrane nucleare (cea externă având pori), nucleoplasma (citoplasma nucleului sau carioplasma) alcătuită dintr-o parte solidă numită cromatină și o parte lichidă numită cariolimfă, nucleol (poate fi unul singur sau pot fi mai mulți). Nucleul are dimensiuni de 3-20 µ, în funcție de dimensiunile celulei.
Este delimitat de 2 membrane cu pori.
Porii permit exportarea ARN ribozomal și ARN mesager.
Celule fara nucleu: Eritrocitele mamiferelor adulte și vasele conducătoare liberiene.
Celule binucleate: bicelulele hepatice;
Celule polinucleate: fibra musculară striată.
Nucleul conține informația întregii celule, informație codificata în ADN. În faza de sinteză a ciclului celular, are loc dublarea întregii cantități de ADN, aceasta fiind necesară obținerii celulelor fiice în urma diviziunii. ADN-ul controlează și coordonează activitatea celulei. 
În nucleu se află:
Nucleoplasma, alcătuită din:
- Cromatină (parte solidă; în timpul diviziunii celulare cromatina se condensează și rezultă cromozomii);
- Cariolimfă (parte lichidă);
- Ioni, proteine fibrilare, apă.

## Nucleolii
- Nu au membrană, sunt rotunzi și se află în nucleoplasmă;
- Nu pot fi observați la microscopul optic;
- În interfaza ciclului celular se colorează mai intens deoarece au conținut ridicat de acizi nucleici;
- Au rol în sinteza ribozomilor;
- Sunt alcătuiți din ADN și ARN;
- În nucleu pot fi unul sau mai mulți nucleoli;
- Volumul și numărul lor variază în funcție de:
  - starea fiziologică a celulei și numărul perechilor de cromozomi satelit;
  - condițiile de mediu;
  - intensitatea sintezei proteice.

## Cromatina
- Cromatina este formată din ADN ce înconjoară proteinele cu ajutorul histonelor (alcătuit din aminoacizi bazici: Arg, Lys). Histonele formează structuri discoidale în jurul cărora se înfășoară ADN-ul. Aceste structuri formează nucleosomi;
- Are forma unui șirag de perle  o-o-o-o-o-o-o;
- Subunitățile structurale se numesc NUCLEOSOMI (proteine înfășurate în inele de ADN);
- Este de două tipuri: eucromatină și heterocromatină;
- Eucromatina are regiuni laxe, iar heterecromatina nu are regiuni laxe;
- Eucromatina are secvențe nerepetitive de ADN; heterocromatina are secvențe repetitive de ADN;
- Eucromatina se colorează normal; heterocromatina se colorează intens;
- Eucromatina are ciclu tipic de condensare; heterocromatina are ciclu atipic de condensare;
- Eucromatina prezintă gene active; heterocromatina prezintă gene inactive;
- La microscopul optic, cromatina apare formată din fibre nucleosomale formate din nucleosomi legați între ei prin ADN linker;
- Un nucleosom este alcătuit din: miez proteic (format din proteine histonice), inele de ADN;
- Din cromatină, prin fragmentare, spiralizare și condensare, la începutul diviziunii celulare, se individualizează cromozomii.

## Cromozomii
- Sunt corpusculi colorați condensați;
- La procariote, există un singur cromozom și este reprezentat de o moleculă de ADN circular dublu catenar (cromozomul bacterian, nucleoid sau genofor);
- La eucariote numărul cromozomilor variază de la o specie la alta și sunt alcătuiți din ADN liniar;
- Cromozomii eucariotelor pot fi monocromatidici (au o singură moleculă de ADN = 2 catene/2 cromoneme) sau bicromatidici (au două molecule de ADN = 4 catene/4 cromoneme);
- Cromozomul monocromatidic sau bicromatidic prezintă o constricție primară (un fel de gâtuitură) numită centromer; de asemenea unii pot prezenta și constricție secundară;
- Din punct de vedere chimic, cromozomii pot conține ADN, apa, ioni de Ca și Mg, lipide, proteine histonice, proteine nonhistonice.